# Lespesia anisotae
Lespesia anisotae là một loài ruồi trong họ Tachinidae.